# Rully, Calvados
Rully är en kommun i departementet Calvados i regionen Normandie i norra Frankrike. Kommunen ligger i kantonen Vassy som ligger i arrondissementet Vire. År 2018 hade Rully 221 invånare.

## Befolkningsutveckling
Antalet invånare i kommunen Rully
Referens:INSEE